# Caledonia (Schiff, 1808)
Die Caledonia, auch HMS Caledonia, war ein 122-Kanonen-Linienschiff 1. Klasse der gleichnamigen Klasse der britischen Marine.

## Geschichte
Als eines der neun Schiffe der nach ihr benannten Caledonia-Klasse wurde die HMS Caledonia am 19. Januar 1797 in Auftrag gegeben. Im Januar 1805 fand die Kiellegung statt, am 25. Juni 1808 der Stapellauf.
Am 12. Februar 1814 war sie zusammen mit der HMS Boyne in einem schweren Feuergefecht gegen das französische Linienschiff Romulus verwickelt, das allerdings nah an der Küste segelte, um nicht umzingelt zu werden. Die Romulus konnte sich schließlich nach Toulon retten.
1831 war sie Teil des Experimental Squadron der Channel Fleet unter Sir Edward Codrington. Am 12. September dieses Jahres nahm sie an einem Experiment teil, im Rahmen dessen sie von der Fregatte HMS Galatea nur mithilfe von Handrudern abgeschleppt wurde.
Im Jahre 1856 wurde sie zu einem Lazarettschiff umfunktioniert, in Dreadnought umbenannt und wurde zum zweiten Schiff der Seamen's Hospital Society in Greenwich, wo sie bis 1870 blieb. 1871 wurde sie kurzzeitig zurück in den Dienst geholt, um Patienten zu beherbergen, die sich von der Pockenepidemie dieses Jahres erholten.
Sie wurde 1875 abgewrackt.